# Can Rossell (Barcelona)
|  | Aquest article tracta sobre Can Rossell de Barcelona. Vegeu-ne altres significats a « Can Rossell (desambiguació)». |

Can Rossell fou una masia a tocar de can Travi Nou i Can Brasó, entre el camí de la riera Marcel·lí i el camí dit del Purgatori, a ponent de can Travi Vell, en el que avui és el districte barceloní d'Horta-Guinardó. Can Rossell era camí obligat per a la comunicació de les masies i cases senyorials de la part alta d'Horta.
La finca tenia deu mujades (prop de 5 hectàrees).S'hi conreava vinya i arbres fruiters.
Documentada del segle xvi, el nom li venia de Joan Francesc Rossell, ciutadà honrat de Barcelona, que la comprà el 1637. Joan Francesc i el seu fill Pere Joan eren metges, advocats i grans defensors del Principat contra els excessos de les tropes castellanes; membres del consell reial i consellers en cap de 1623 a 1638.
El 1857 Josep de Travi, propietari de la finca veïna can Travi, va comprar unes parcel·les de can Rossell per a construir la mina de can Travi.
La masia va desaparèixer amb les remodelacions de la Vall d'Hebron.